# Crystal Lakes (Missouri)
Crystal Lakes – miasto w Stanach Zjednoczonych, w stanie Missouri, w hrabstwie Ray.